# Tom Cordes
Tom Cordes (né le 30 mai 1966 à Wilnis) est un ancien coureur cycliste professionnel néerlandais.

## Palmarès
- 1984
  -  Champion du monde sur route juniors
  - Trophée des Flandres
  - 2e des Trois Jours d'Axel
  -  Médaillé de bronze du championnat du monde du contre-la-montre par équipes juniors
- 1985
  - 7e étape du Tour de Pologne
- 1986
  -  Champion du monde du contre-la-montre par équipes amateurs (avec Rob Harmeling, John Talen, Gerrit de Vries)
  -  Champion des Pays-Bas de poursuite amateurs
  - 2e étape du Tour d'Autriche
  - 3ea étape du Grand Prix François-Faber
- 1987
  - Hel van het Mergelland
  - Tour d'Overijssel
  - 3e du championnat des Pays-Bas sur route amateurs
  - 3e du Tour de Groningue
- 1988
  - Prologue du Tour de Suède
  - 2e de la Cinturón a Mallorca
- 1989
  - 4e étape du Tour de Galice
  - 2e étape du Tour de la Communauté valencienne
- 1990
  - Trophée Luis Puig
  - Classement général du Tour de la Communauté valencienne
  - Tour de Murcie :
    - Classement général
    - 3ea étape

  - Trophée Baracchi (avec Rolf Gölz)
- 1992
  - 16e étape du Tour d'Espagne
- 1993
  - 3e du Trofeo Palma de Mallorca
- 1997
  - Prologue de l'Étoile du Brabant
  - 6e étape de l'Olympia's Tour
- 1998
  - 1re étape de l'Olympia's Tour
- 1999
  - Prologue de l'Olympia's Tour
- 2001
  - Groningue-Münster
  - 3e de l'OZ Wielerweekend
- 2003
  - Ronde van Oud-Vossemeer

## Résultats sur les grands tours

### Tour de France
1 participation
- 1993 : 118e

### Tour d'Italie
1 participation
- 1996 : hors délais (10e étape)

### Tour d'Espagne
5 participations
- 1991 : 12e
- 1992 : 80e, vainqueur de la 16e étape
- 1993 : 53e
- 1995 : 86e
- 1996 : 103e